# ニリツ
ニリツ（10月2日 - ）は、日本の漫画家、イラストレーター。

## 来歴
同人サークル『ニリツハイハン』主宰。2015年（平成27年）11月20日まで民安★ROCKのドラムを担当していた。Vtuberグループ『スナックにり』店主。

## 主な作品

### 漫画

#### アンソロジー
- 「けいおん!」アンソロジーコミック みんなでうん☆たん
- けいおん!アンソロジーコミック 2
- けいおん!アンソロジーコミック 4

### ゲーム
- uni.（原画）

### 挿絵
- 黒水村（『一迅社文庫』、著者：黒史郎）
- 交錯都市-クロスシティ-（『一迅社文庫』、著者：黒史郎）
- わるぷるキス!（『MF文庫J』、著者：内山靖二郎）
- 十六夜聖域（『富士見ファンタジア文庫』、著者：水城正太郎）
- 終焉世界の救世候補生＜セイヴァーコード＞（『オーバーラップ文庫』、著者：深山ユーキ）
- ザ・ブレイカー（『電撃文庫』、著者：兎月山羊）
- ジンクスゲーム（『GA文庫』、著者：アダチアタル）
- あたしら憂鬱中学生（『T-LINE NOVELS』、著者：日日日）※キャラクター原案はヱシカ/ショーゴ
- 救わなきゃダメですか? 異世界（『ぽにきゃんBOOKS』、著者：青山有）
- 魔法医師＜メディサン・ドゥ・マージ＞の診療記録（『ガガガ文庫』、著者：手代木正太郎）[2]
- 大陸英雄戦記（『アース・スターノベル』、著者：悪一）
- テラフォーマーズ THE OUTER MISSION III ザ・パートナー（『ダッシュエックス文庫』、著者：藤原健市、原作：貴家悠・橘賢一）※本文挿絵
- フェオーリア魔法戦記 死想転生 (『電撃文庫』、著者：旭蓑雄)
- 竜騎士から始める国造り（『ファミ通文庫』、著者：いぬぶくろ）
- フレイム王国興亡記（『オーバーラップ文庫』、著者：疎陀陽）※5巻から。4巻まではゆーげん
- 賭博師は祈らない（『電撃文庫』、著者：周藤蓮）
- ダンジョンに出会いを求めるのは間違っているだろうか ファミリアクロニクル（『GA文庫』、著者：大森藤ノ）
- 正しいセカイの終わらせ方（『電撃文庫』、著者：兎月山羊）
- 人形剣士は絶ち切れない 一等審問官ガルノーの監視記録（『MF文庫J』、著者：林星悟）
- 処刑少女の生きる道（『GA文庫』、著者：佐藤真登）
- 吸血鬼に天国はない（『電撃文庫』、著者：周藤蓮）
- ダークエルフの森となれ（『電撃文庫』、著者：水瀬葉月）※ 2巻以降
- リアルケイドロ（『小学館ジュニア文庫』、著者：江橋よしのり、原案・監修：佐々木成三）※本文挿絵
- 僕たち、私たちは、『本気の勉強』がしたい。（『MF文庫J』、著者：庵田定夏）
- とある暗部の少女共棲（『電撃文庫』、著者：鎌池和馬）

### アニメ
- だから僕は、Hができない。（第4話エンドカード）
- グリザイアの果実（第10話提供イラスト）
- ランス・アンド・マスクス（第2話エンドカード）
- ULTRA SUPER ANIME TIME（3rd Season 第2回エンドカード）
- ブブキ・ブランキ（第8話エンドカード）
- ご注文はうさぎですか??（TOKYO MX再放送版第4話エンドカード）
- 南鎌倉高校女子自転車部（第6話エンドカード）
- 神撃のバハムート VIRGIN SOUL（第3話エンドカード）
- Cutie Honey Universe（第4話エンドカード）
- 強くてニューサーガ（アニメーションキャラクター原案）

### 小説
- 横濱SIKTH ―けれども世界、お前は終わらない― （『LINE文庫』）※ イラストも担当

### その他
- 温泉むすめ（玉造彗）[3]